# El Sartorio
El Sartorio (talvolta chiamato anche El Satario) è un cortometraggio muto di supposta origine argentina diretto nel 1907 da un regista rimasto anonimo. Il film, della durata di circa 4 minuti e mezzo, rientra nella categoria dei film pornografici, di cui è considerato uno dei primi e il primo in assoluto in cui vengono mostrati organi genitali in primo piano.
Non esistono prove definitive dell'anno di realizzazione del film e c'è infatti chi sostiene che possa essere stato girato nel 1930 a Cuba. Se fosse vera quest'ultima ipotesi, il titolo di primo film pornografico con scene di evidente penetrazione spetterebbe al cortometraggio francese À l'Écu d'or ou la Bonne Auberge, girato nel 1908.

## Trama
Sei giovani donne nude giocano, corrono e mangiano sulle rive di un fiume. A un certo punto appare un fauno (per rappresentare il quale l'attore indossa semplicemente una parrucca, corna, grandi baffi e barba) che, vedendolo giocare, gli si avvicina: a questo punto le ragazze, spaventate da quello che chiamano "Diavolo", iniziano a fuggire e il fauno le insegue. Quando una di loro, dalle altre identificata come "la Regina", inciampa, ella viene raggiunta dal fauno che la porta, mezza svenuta, nella foresta, dove consuma con lei un rapporto sessuale apparentemente consenziente. Alla fine dell'atto sessuale, di cui vengono mostrate scene del tutto esplicite in cui sono rappresentati diversi tipi di posizioni sessuali, la coppia si addormenta sull'erba. Poco dopo i due vengono raggiunti dalle altre cinque donne che scacciano il fauno, minacciandolo con dei bastoni e lanciandogli dei sassi, salvando la donna.